# Teatersport

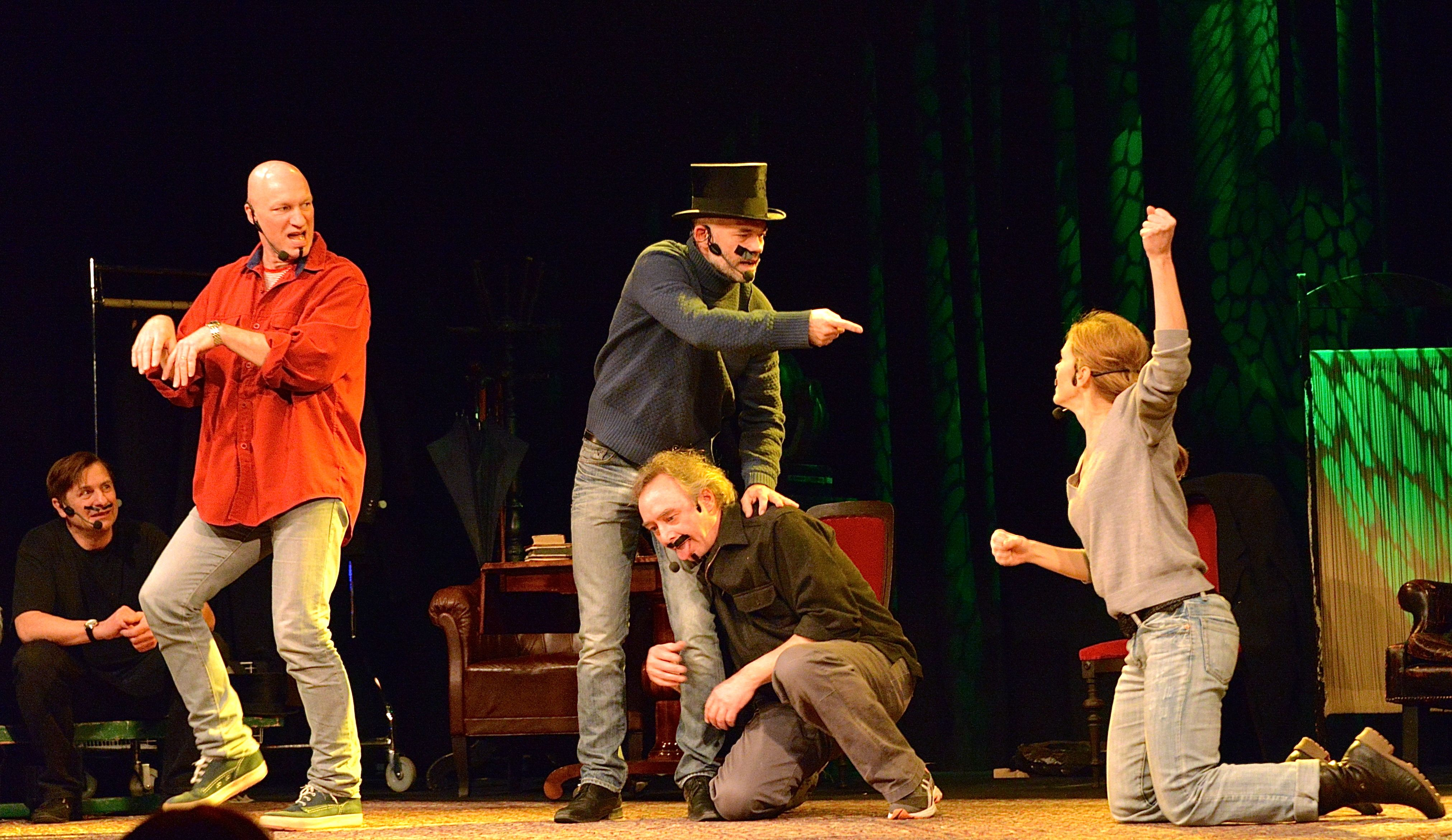
Teatersport på temat Strindberg, Kulturhuset i Stockholm januari 2013.

Teatersport (engelska: theatresports) är en (tävlings)form av improvisationsteater skapades 1977 (i kanadensiska Calgary) som ett utbildningsverktyg av engelsk-kanadensaren Keith Johnstone. Idag används teatersport oftast som underhållning där två lag eller två individer tävlar, alternativt flera lag eller flera individer samtidigt tävlar mot varandra. Meningen är att på ett så publikfriande sätt som möjligt vinna publikens gunst. Detta görs enklast genom att locka till skratt och våga släppa på alla gränser.

## Upplägg
Exempel på upplägget kan vara följande: Tre personer får enkla figurer, en situation och ett tema som ska genomsyra sketchen. Därefter får antingen en domare eller publiken avgöra genom spartansk omröstning. En typisk teatersportgren är "död inom en minut" där improvisationen pågår minst en minut och före minutens slut skall någon i ensemblen dö. Det finns ett otal grenar där några är "Ständig fysisk beröring", "Bästa opera" och "På rim".

## Historik i Sverige
I Sverige har teatersport funnits som begrepp sedan (sena) 1980-talet. Två av dem som introducerade teaterformen i Sverige är Lennart R. Svensson (1990) och Helge Skoog.

## Bilder
Teatersport under ledning av Lennart R. Svensson på temat Strindberg i Kulturhuset i Stockholm. Skådespelare från Stockholms stadsteater. 20 januari 2013:

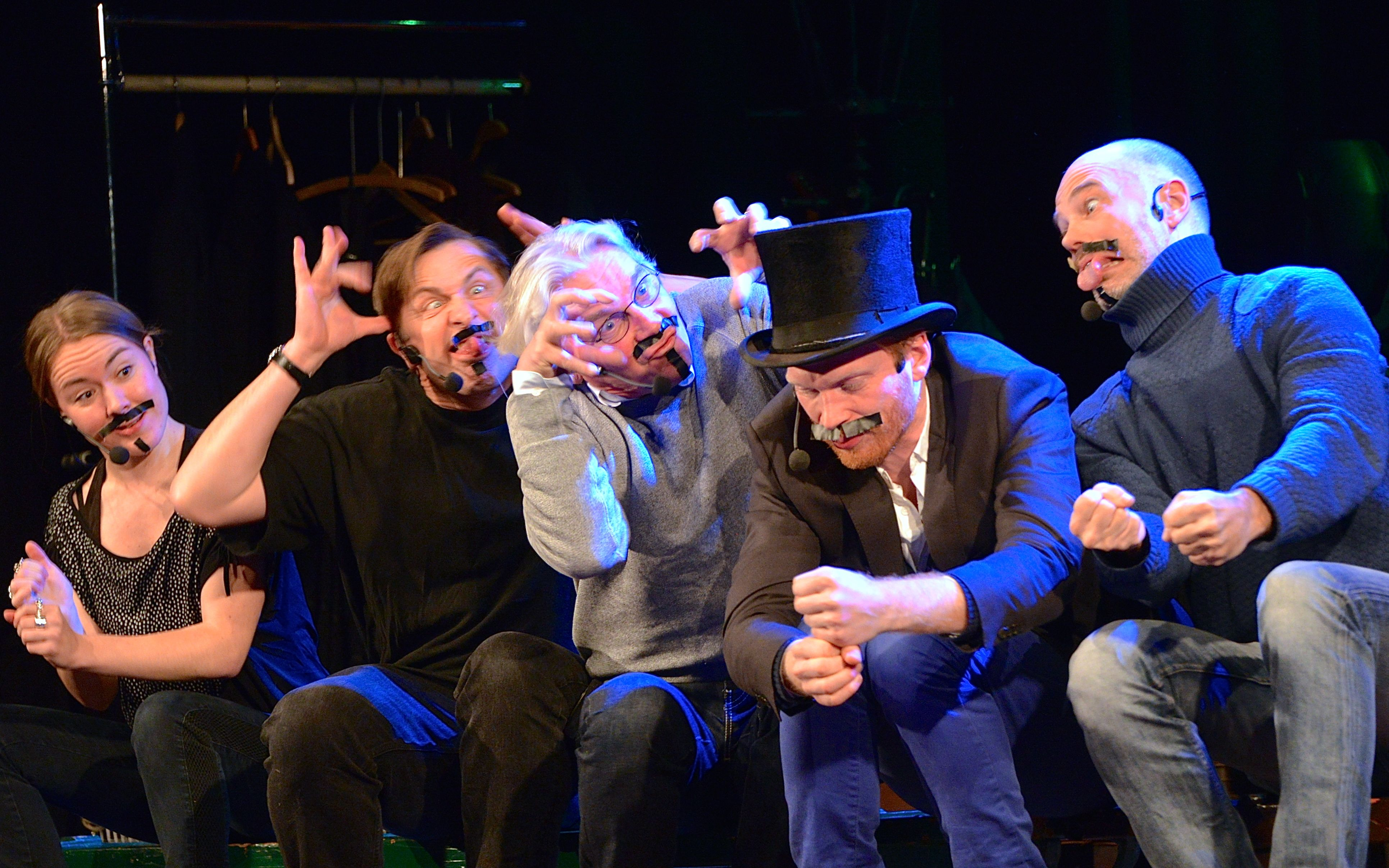
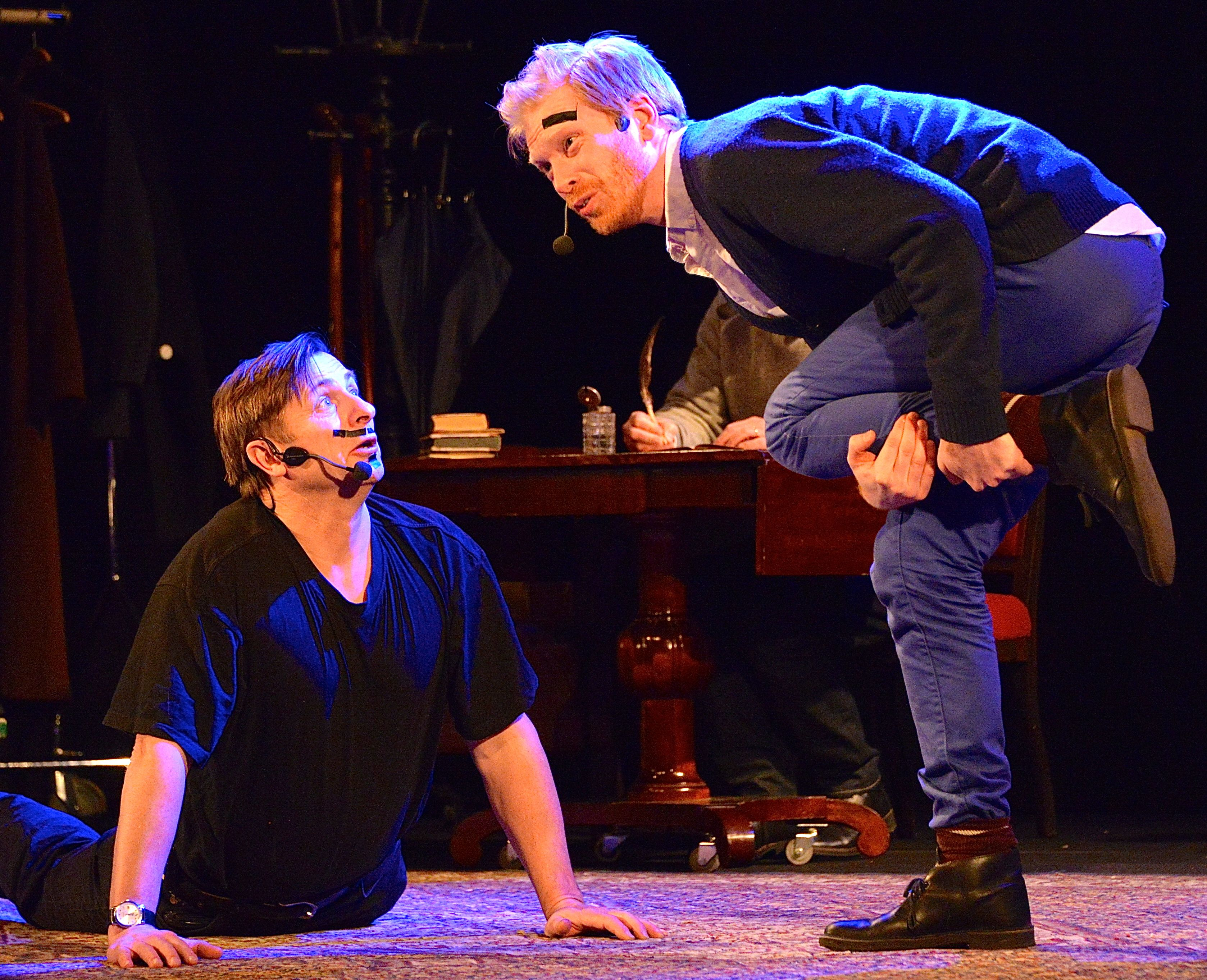
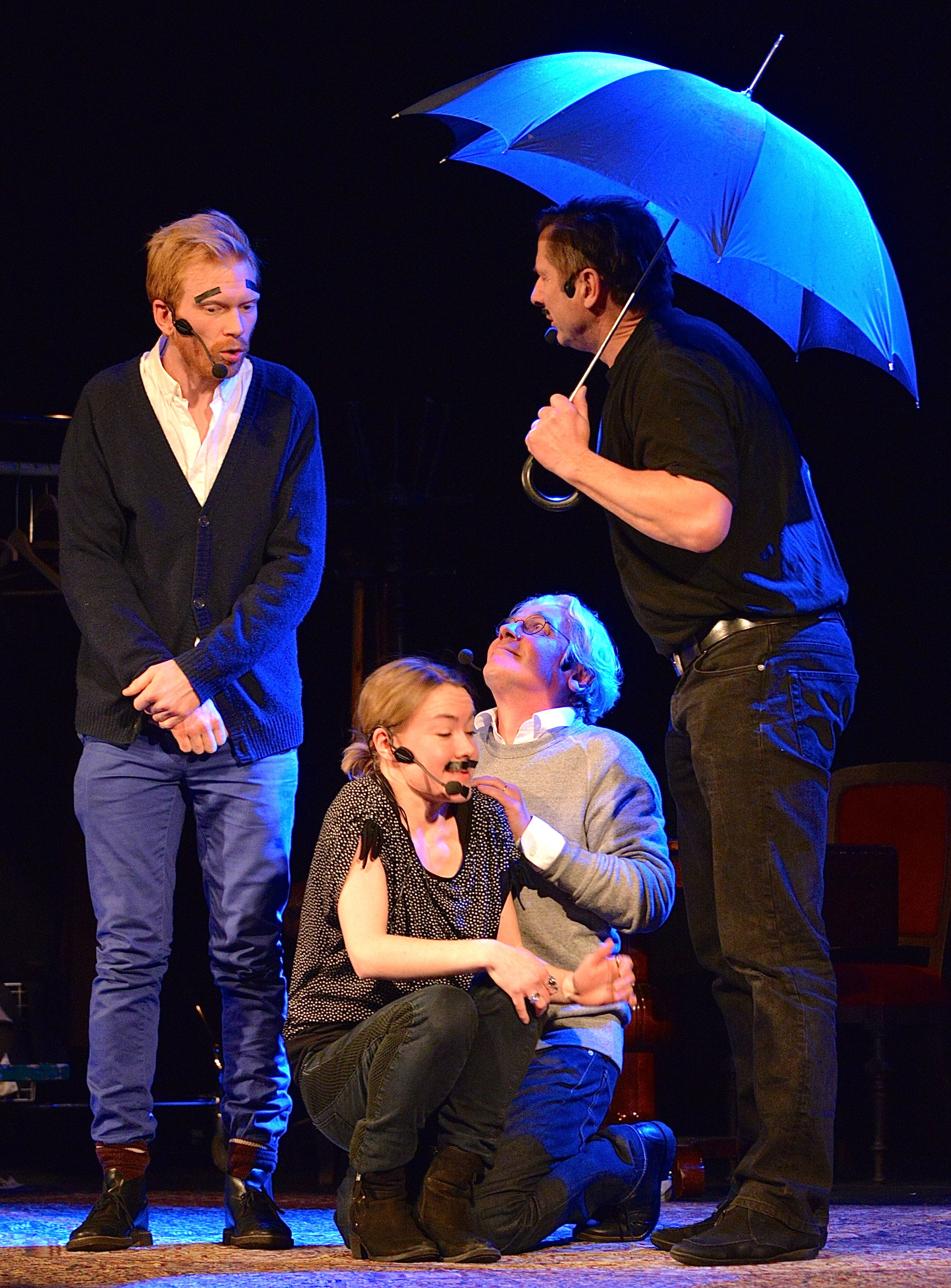
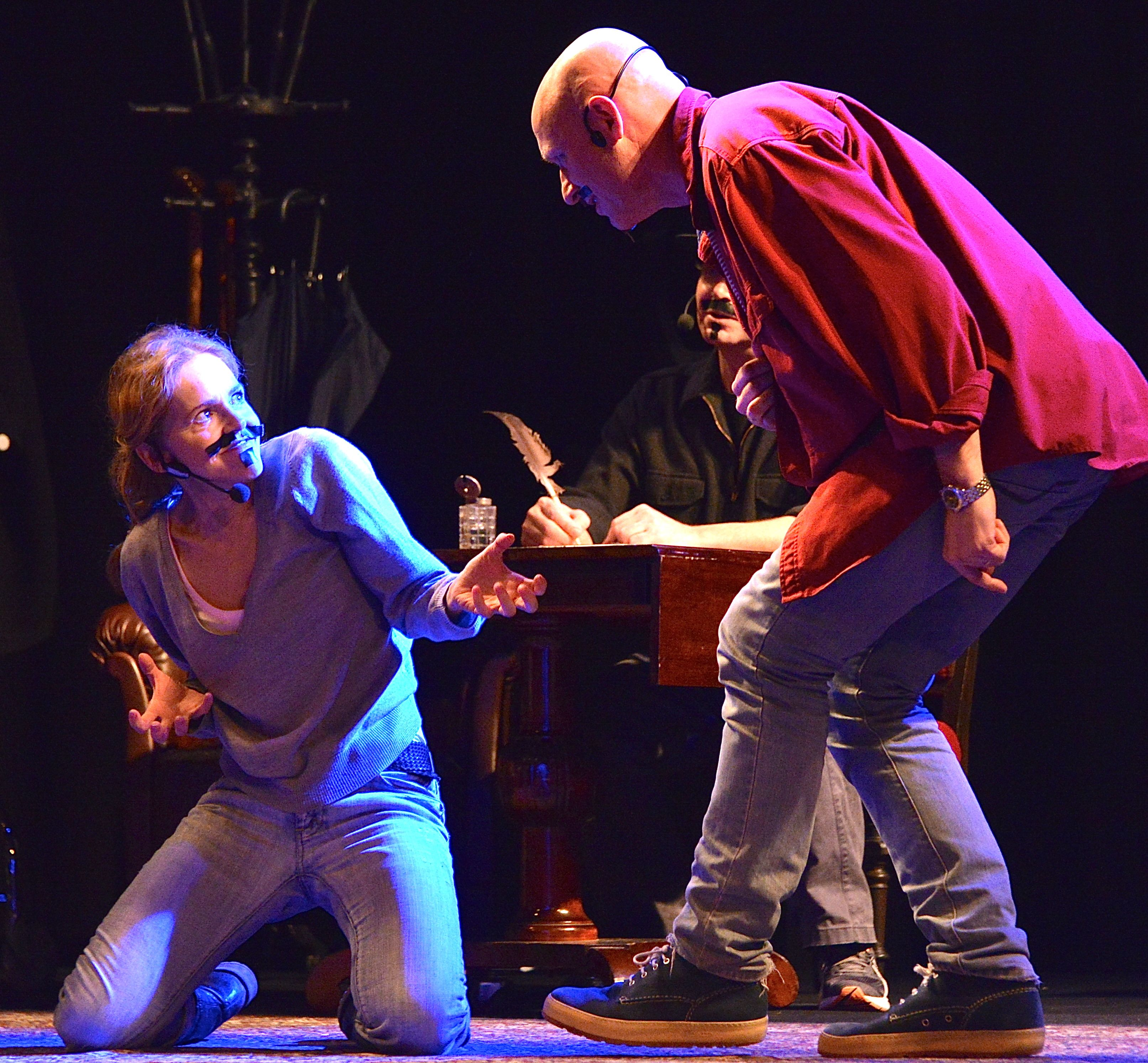
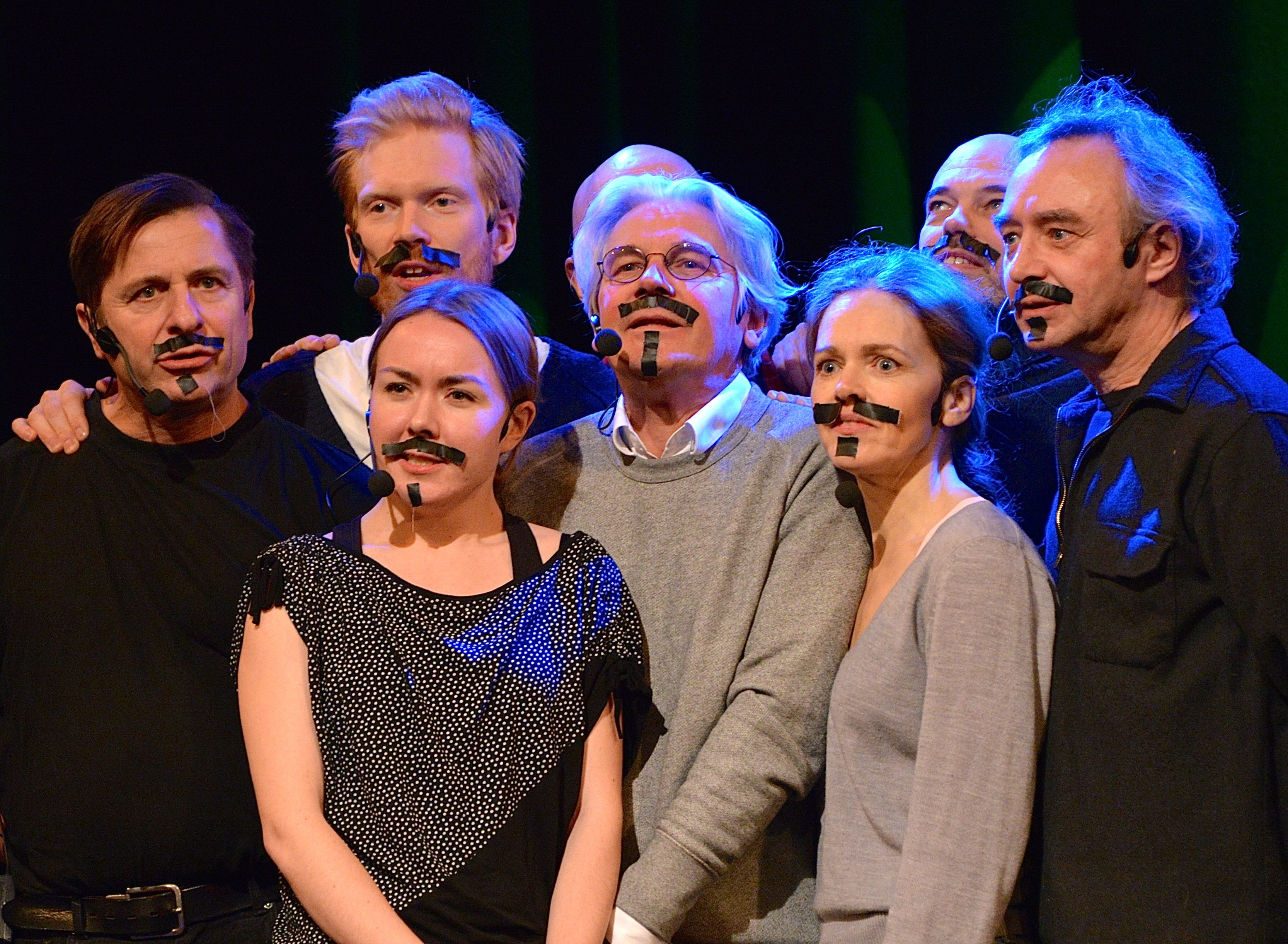